# Isla Santa María de la Gracia
Isla Santa María de la Gracia (en italiano: Isola Santa Maria della Grazia)  es una isla artificial de la laguna de Venecia, al norte de Italia, que se encuentra entre Giudecca y San Clemente.  Se levantó en la Edad Media cerca de Venecia.  La isla toma su nombre de una Virgen, que se presentaba en su antigua iglesia. 
En 1264 había una casa para los peregrinos a Tierra Santa, y más tarde se transformó en un convento.  Durante la época napoleónica el convento fue suprimido y transformado en un polvorín, que estalló en 1849, destruyendo tanto el ex-convento como la iglesia. 
La isla fue el lugar de un hospital de enfermedades infecciosas hasta el final del siglo XX.